# Clot dels Freixes
El Clot dels Freixes és una partida del terme municipal de Tremp, al Pallars Jussà, dins de l'antic terme ribagorçà de Sapeira.
Està situat a la vall del barranc d'Espills, a la dreta d'aquest barranc, al sud-oest del poble d'Espills. És en els contraforts sud-occidentals de la serra on se situa el poble esmentat, a l'esquerra de la llau de l'Hortella.